# Pont Henri-IV (Châtellerault)
 (janvier 2020).
Si vous disposez d'ouvrages ou d'articles de référence ou si vous connaissez des sites web de qualité traitant du thème abordé ici, merci de compléter l'article en donnant les références utiles à sa vérifiabilité et en les liant à la section « Notes et références ».
Pour les articles homonymes, voir Pont Henri-IV.

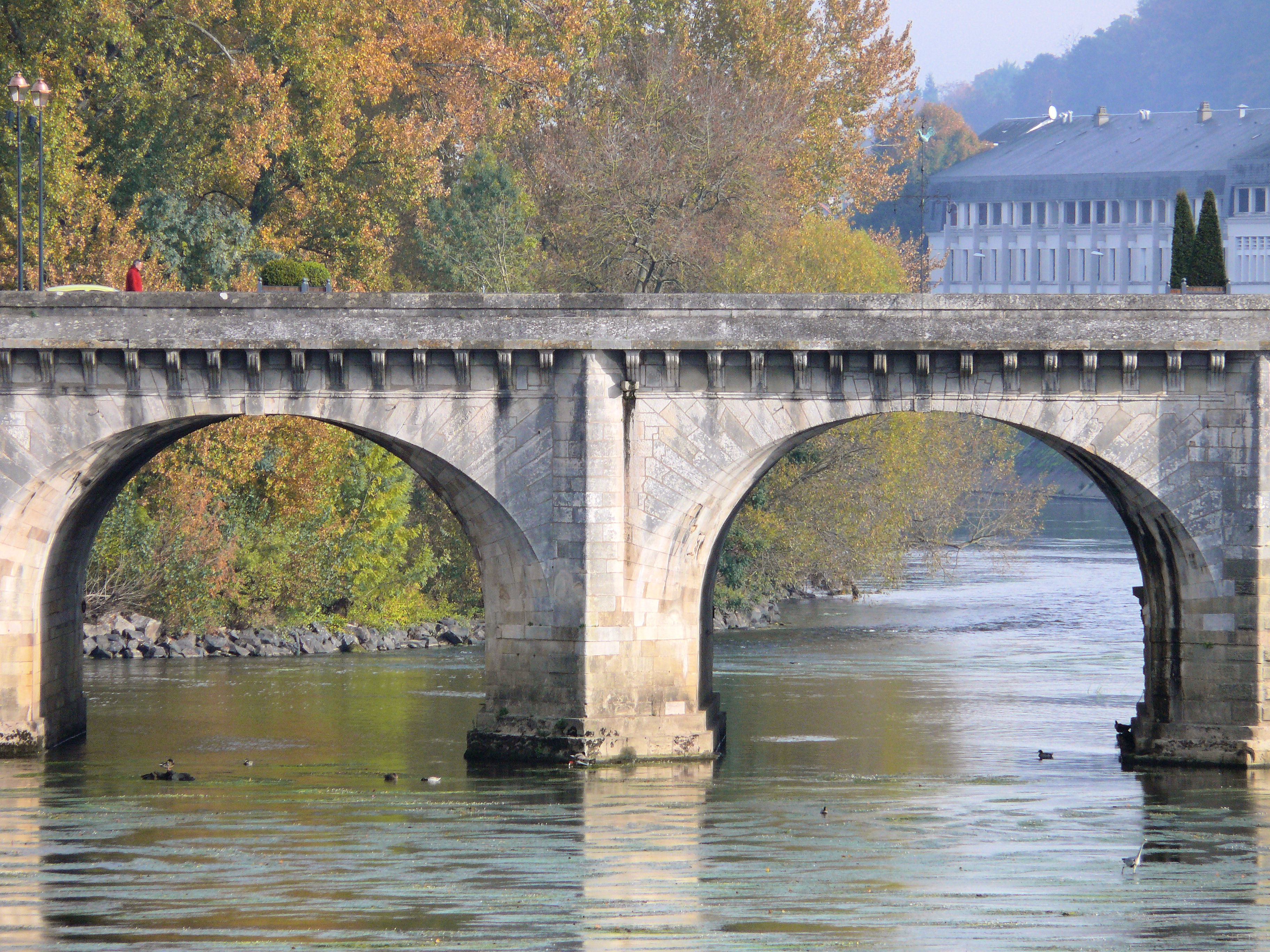
Deux travées avec leurs cornes de vache

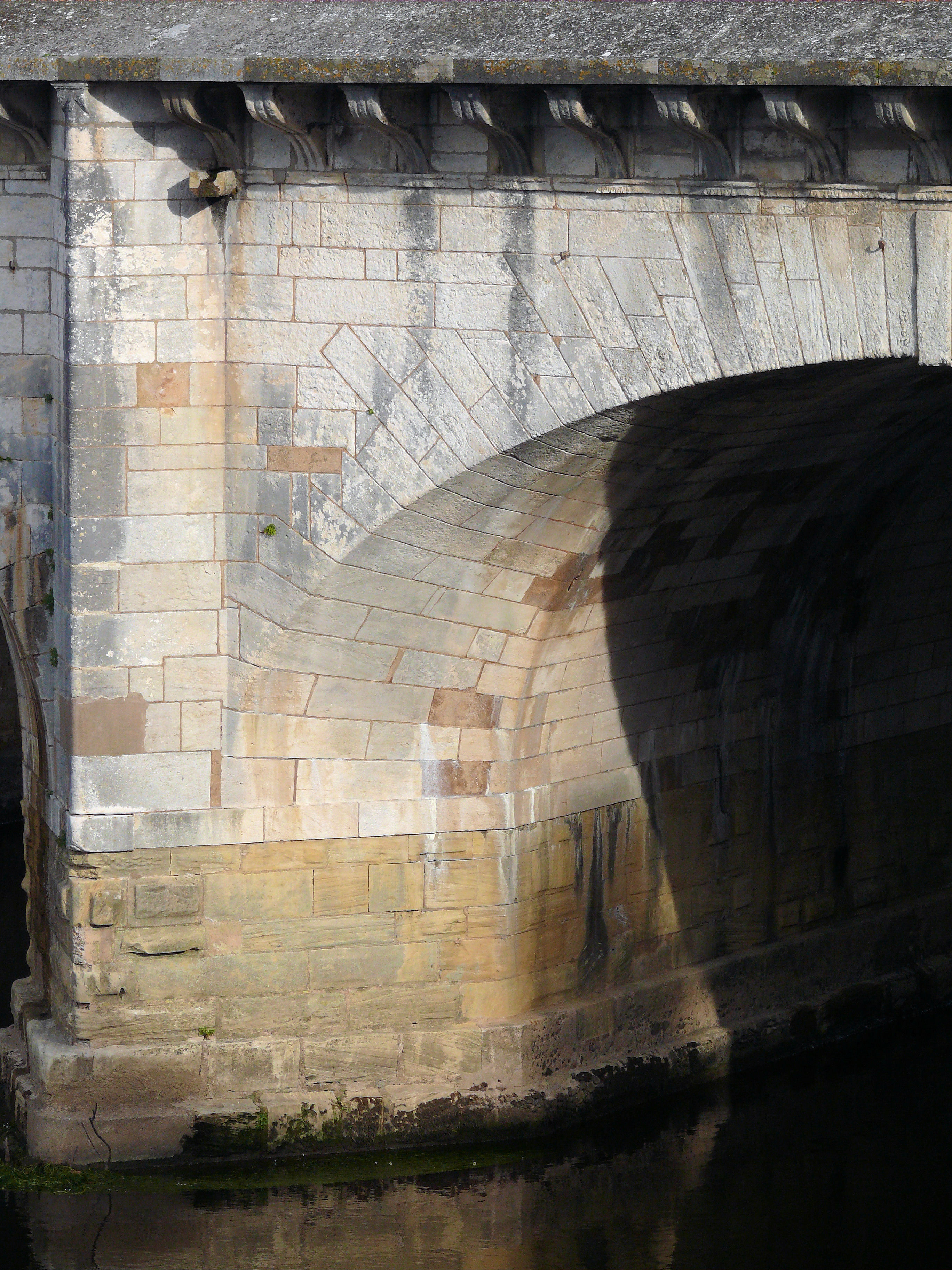
Corne de vache

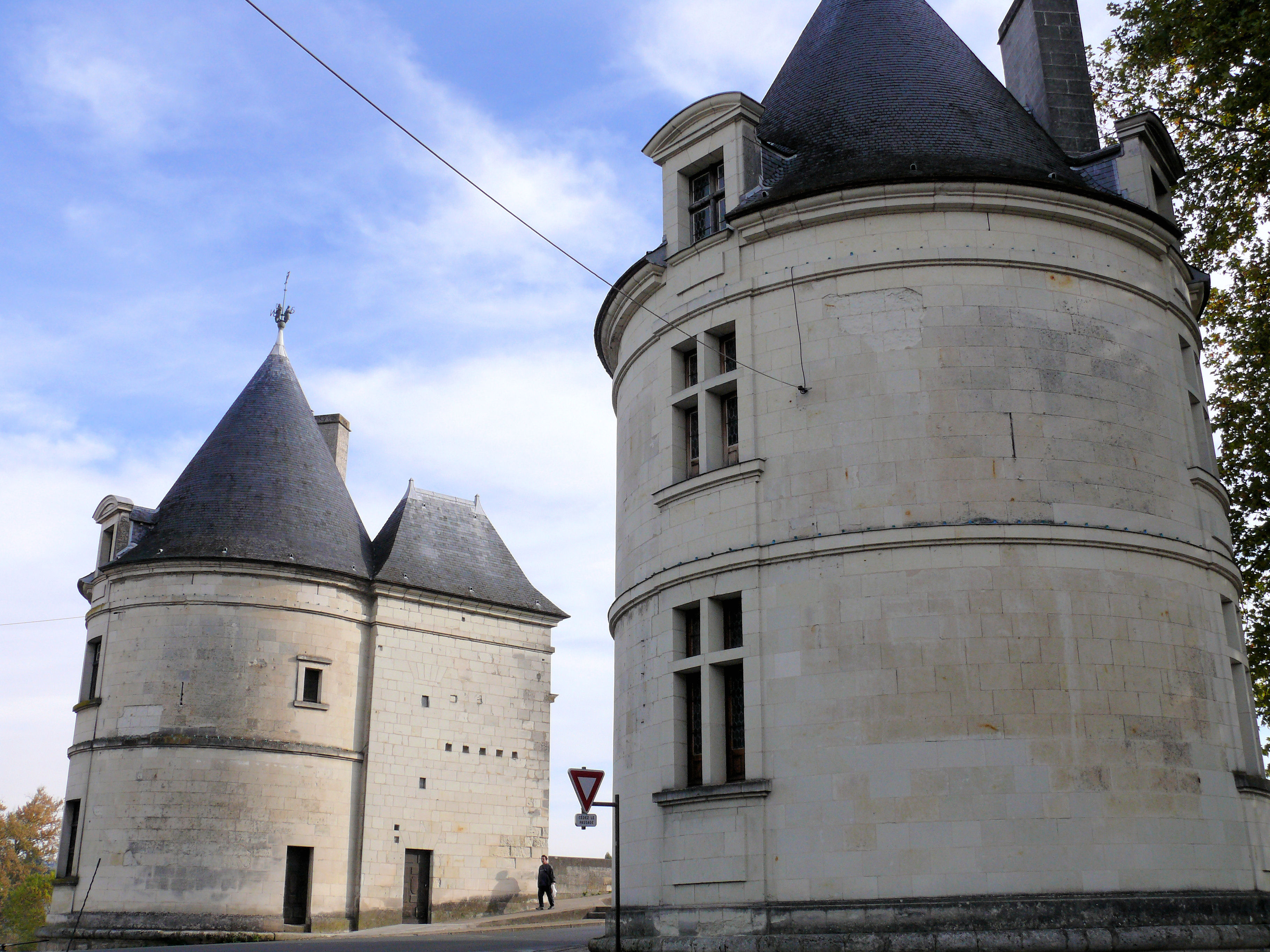
Tours situées à l'entrée du pont, en rive gauche

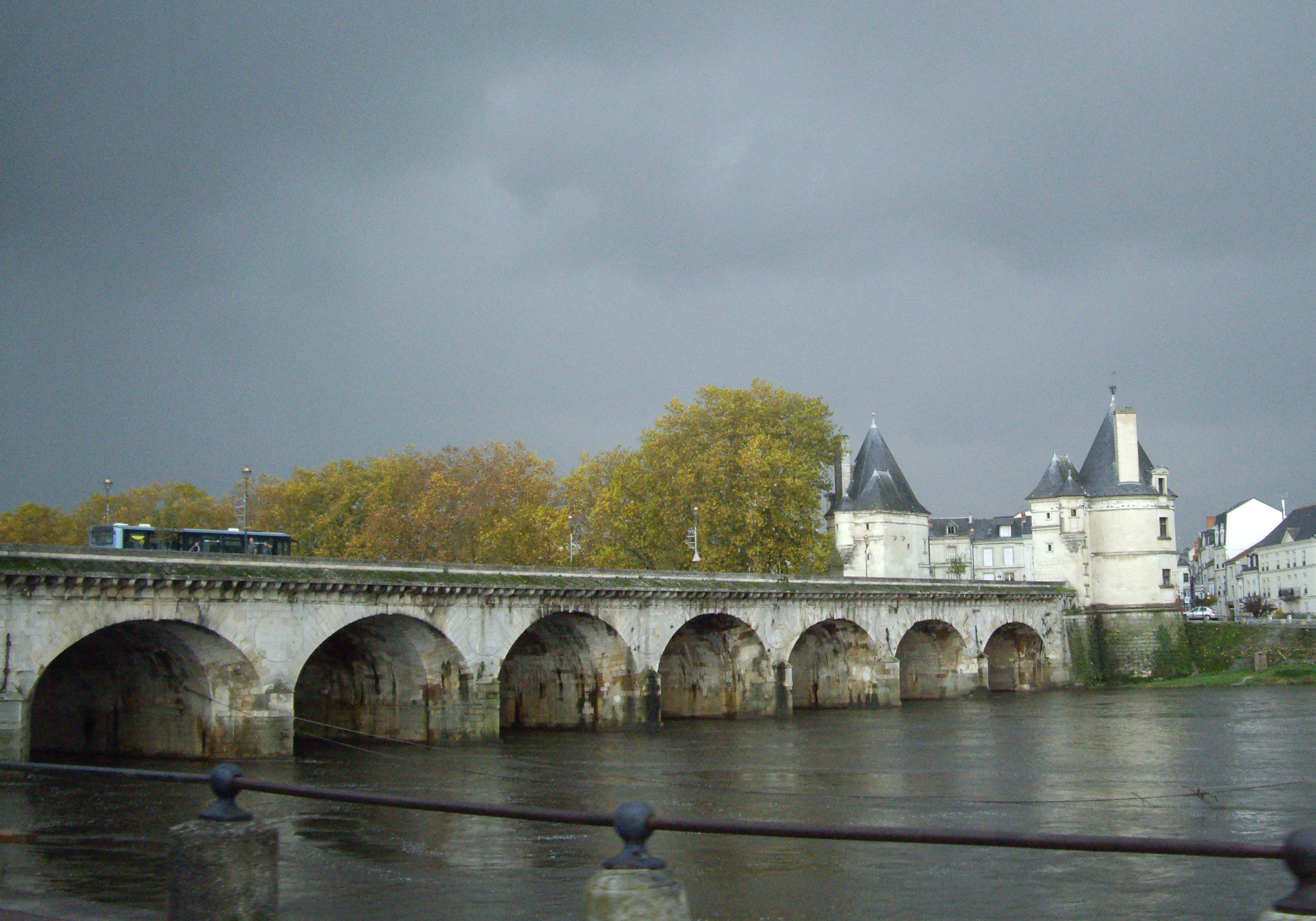
Le pont Henri-IV à Châtellerault, sur la Vienne, depuis la rive Est

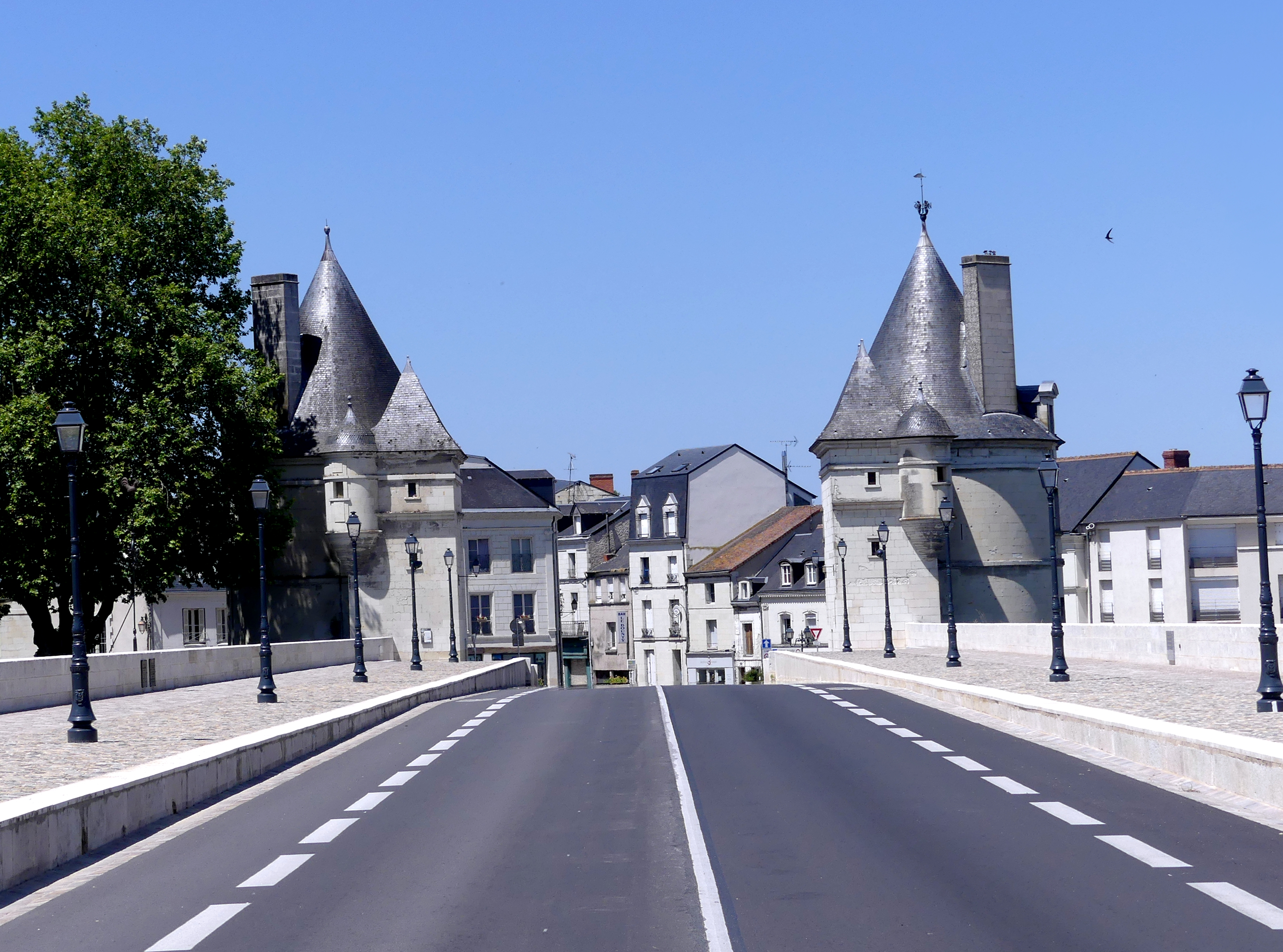
Les deux tours du pont Henri-IV à Châtellerault, vues depuis le tablier du pont

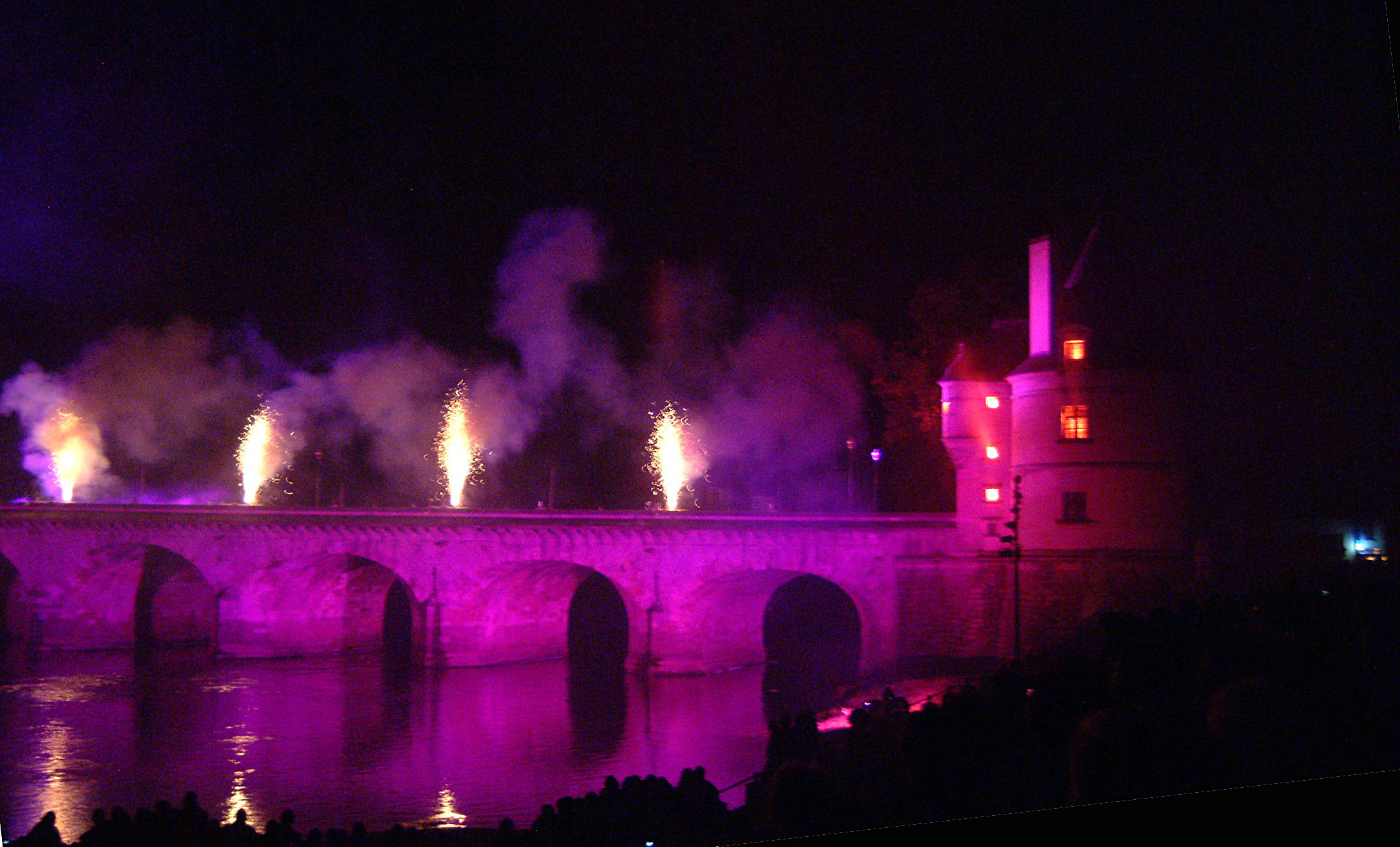
Le pont Henri-IV à Châtellerault lors du quatrième centenaire de sa construction en 2009, vu de la rive Ouest de la Vienne

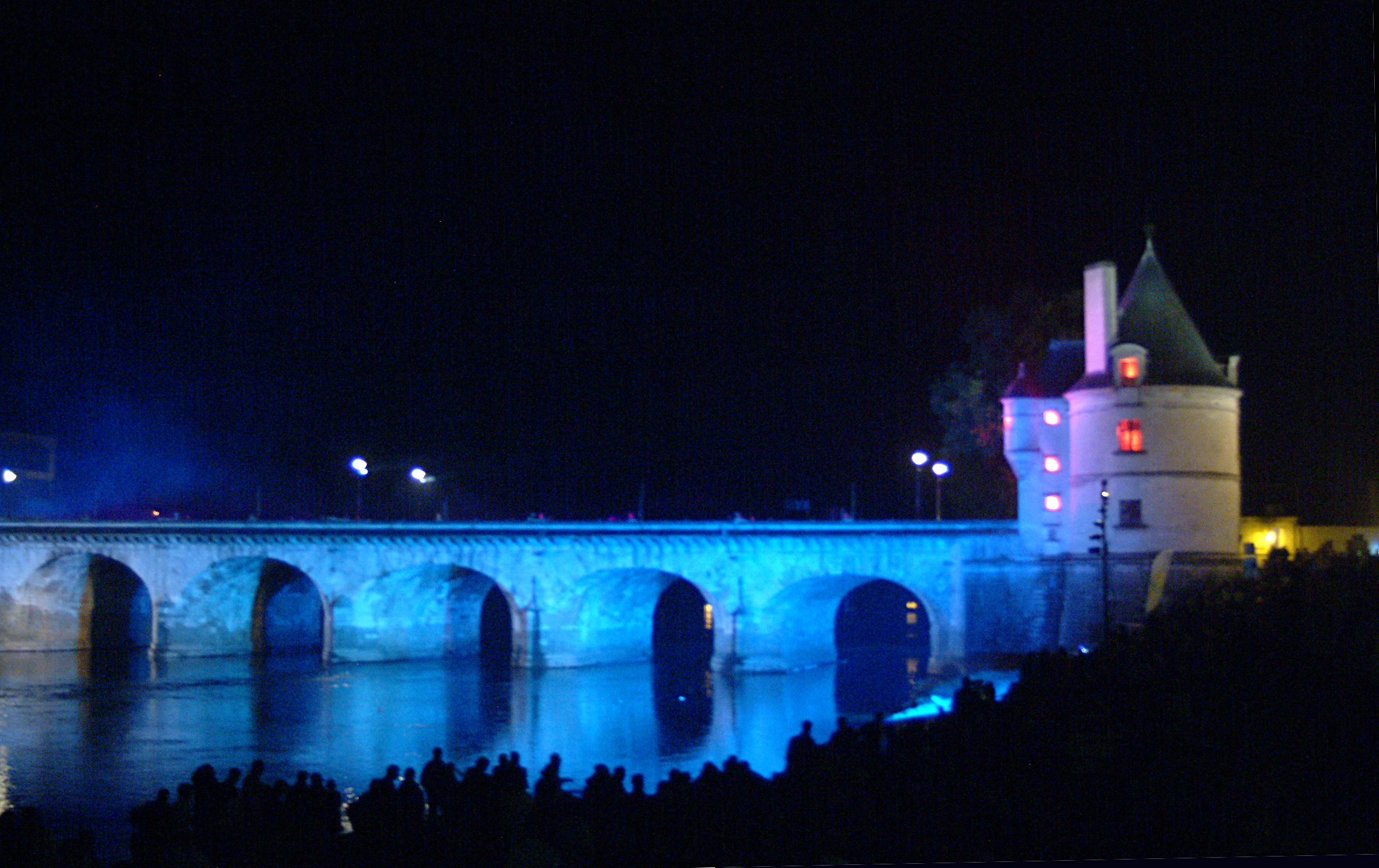
Le pont Henri-IV vu de la rive Ouest au Nord du pont, photographié lors de la commémoration de son anniversaire en septembre 2009.

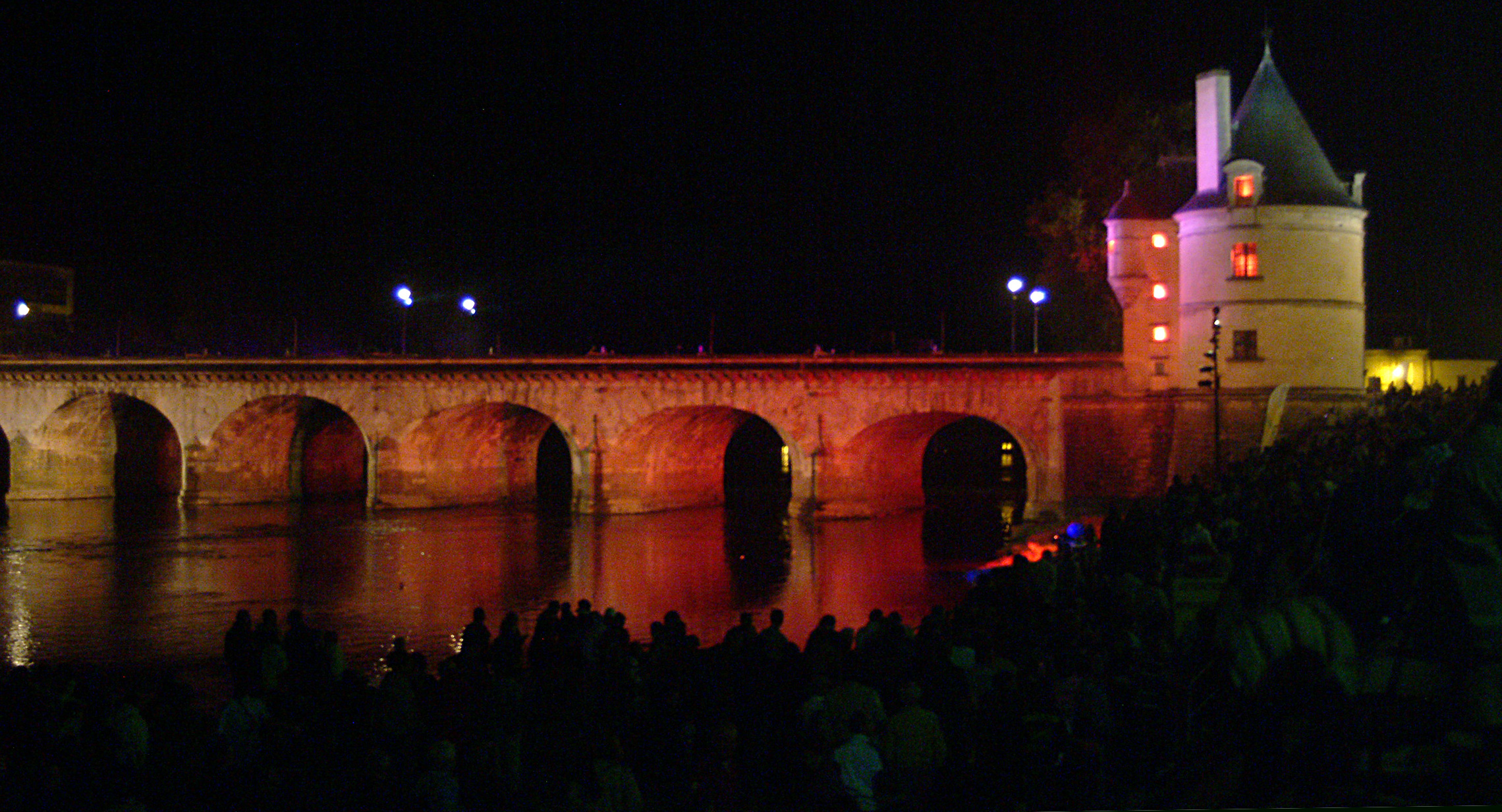
Le pont Henri-IV vu de la rive Ouest au Nord du pont, photographié lors de la commémoration de son anniversaire en septembre 2009

Le pont Henri-IV, est un pont en maçonnerie construit sur la Vienne, près du confluent avec le Clain, à Châtellerault, dans le département de la Vienne et la région Nouvelle-Aquitaine.

## Histoire des ponts précédents
La ville de Châtellerault va apparaître dans les textes en 952, au confluent de la Vienne et du Clain près d'un gué que les descendants d’Airaud font protéger par une tour en bois construite à l’aval sur une motte, près de l’actuelle église Saint-Romain de Châtellerault. La ville de Châtellerault va se construire autour, en rive droite de la Vienne.
La construction du premier pont connu, en bois, sur la Vienne est réalisée au début du XIe siècle. Le vicomte de Châtellerault, Hugues Ier de La Rochefoucauld, fait don, en 1058, aux chanoines de la collégiale Saint-Nicolas de Poitiers d’une arche du pont permettant d’y amarrer un moulin pour « la rédemption et le salut de mon âme, de celle de mon épouse, de mes fils et de mes successeurs ».
Dans la seconde moitié du XIIe siècle, édification des remparts de la ville, construction du castrum novum, le quartier de Châteauneuf, en rive gauche de la Vienne par Hugues de La Rochefoucauld. La construction du premier pont en pierre est contemporaine. 

La présence de ce nouveau quartier assure la défense du pont. Cette amélioration de la sécurité permet d’augmenter la circulation de marchandises par ce pont et les péages que prélève le vicomte.

Le pont sera un peu plus tard fortifié à l’image de ce qui se fait sur les autres ponts de la région : Poitiers, Saint-Savin, Lussac, Chauvigny…
Vers 1350, au début de la guerre de Cent Ans, construction d’une tour à chaque extrémité du pont.
La guerre de Cent Ans se termine en 1453. Le pont sort de la guerre dans un mauvais état.
En 1466, il est nécessaire de réparer le pont et le renforcer en charroyant du sable et d’autres matériaux sur les ponts de bois pour protéger les piles des crues.

Probablement à cette époque, les arches de pierre détruites au cours de la guerre ont été reconstruites en bois comme on peut le voir sur des dessins de ponts sur la Loire datant du XVIIe siècle. Les textes de l’époque ne permettent pas de trancher entre pont en pierre ou pont en bois.
En 1482, le roi Louis XI intègre au domaine royal la ville de Châtellerault et son pont. Le pont se trouve sur le grand passage de Picardie, Guyenne, Bretagne, Normandie, Lyonnais et relie Paris à Bordeaux et l’Espagne.
Le 14 mars 1517, première copie d’un tarif intitulé "C’est le livre où sont écrits les droits de prévosté de la ville et vicomté de Châtellerault… " et d’un autre tarif intitulé "Ce sont les droits qui se lèvent sur le pont de Châtellerault pour le droit de pontonage, et ne se païe qu’une fois le jour pour ceux qui passent ledit pont". 
Depuis 1520, la duchesse Anne, fille de Louis XI, accorde une charte à la demande des habitants. La navigabilité de la Vienne étant assurée, plusieurs ports fluviaux sont construits autour du pont.
Dans une lettre, l’ambassadeur de la Sérénissime République de Venise, André Chanavero, écrit en 1528 : « À Chatelaraud on passe le fleuve de Vienne sur un pont en pierre ».
La crue de 1556 emporte le pont en bois. Les dégâts sont assez considérables pour que le roi Henri II ordonne la reconstruction du pont en pierre. La mort accidentelle du roi en 1559 arrête le projet.

## Construction du pont Henri IV
Au début de 1564, les habitants de Châtellerault adressent à Catherine de Médicis, régente du royaume pour son fils Charles IX, une demande de reconstruction du pont en pierre.
Le roi envoie en février 1564 deux « maîtres-architectes » des ouvrages du roi, Laurent Joguet et Gaschon Belle, à Châtellerault pour déterminer le meilleur emplacement pour construire le nouveau pont et choisir les meilleurs matériaux.

Laurent Joguet est connu pour avoir participé aux fondations du palais des Tuileries. Gaschon Belle a participé à l’édification de l’hôtel de Soissons, à Paris.
Pendant l'année 1564, Antoine Moreau, peintre, reçoit "pour avoir faict un pourtraict du pont" 7 livres et 10 sols.
Le 10 août 1564, le roi Charles IX charge son général des finances, Charles Chevalier, sieur d’Esprunes, de faire une enquête sur l’utilité et l’emplacement du nouveau pont.
Le 22 décembre 1564, on note dans le registre des délibérations du conseil municipal de Châtellerault :« L’assemblée des habitants de la Ville sous la présidence Charles Chevalier des Prunes, général des Finances, arrête l’emplacement du pont de pierre et choisit les élus pour surveiller les travaux. »
Laurent Joguet et Gaschon Belle présentent le 25 décembre 1564 leur devis et rapport sur la construction du nouveau pont de pierre.
Les maîtres-architectes sont payés 140 livres en janvier 1565 "pour avoir vacqué pendant 25 jours tant à venir de Paris en ceste ville de Chastellerault pour visiter et sonder l’endroit où il serait bon de bastir le pont…". Ils vont probablement assurer la direction des premiers travaux bien qu’aucun texte ne le précise.
Une nouvelle assemblée composée des personnes les plus importantes de la ville se réunit le 4 janvier 1565 pour délibérer sur la position du pont "un peu au-dessus ou un peu au-dessous de l’ancien".
Le 18 février 1565, visite d’une délégation en forêt de Moulière. Elle choisit d’ouvrir la carrière de Damassault, aujourd’hui « les fonds de Masseaux », sur la commune de Bonneuil-Matours.
Tous les commissaires signent le 4 avril 1565 l’acte d’achat de quartiers de pierre pour la construction des piles. Ces pierres sont transportées par route jusqu’à Chitré puis par eau jusqu’à la place du Batardeau, près du futur pont. Charles Tiercelin de la Roche du Maine, seigneur de Chitré, autorise l’ouverture d’un passage dans l’écluse de son moulin.
Les travaux ont dû commencer après une nouvelle assemblée des habitants de Châtellerault, le 10 juillet 1565.
Catholiques et protestants s'affrontent dans la ville en 1569.
En 1571, pendant la construction du nouveau pont, il faut réparer l’ancien en allant chercher du bois dans la garenne de Châtellerault, "dix milliers de fessines [fascines] de longueur de huit à neuf pieds, et trois milliers autres fagots, tant de brandes que de brumalles [branchages]", qui doivent renforcer les berges et les bas des piles.

Charles IX interroge sur l’avancement des travaux du pont. Les guerres de religion perturbent l’avancement des travaux.
Robert Blondin est chargé de la construction du pont le 15 juin 1575.
Un texte signale que le 16 juin 1575 « deux religieux étaient assistés, pour procéder à une enquête, de Robert Blondin, maître architecte et conducteur de l’œuvre des ponts de pierre que le roi fait faire à Châtellerault ». 
Lettre patente du roi Henri III datée du 20 mars 1576 : "Les roys nos prédécesseurs, considérant l’affluence et grand nombre de personnes, chevaulx, charettes, passans et repassans en bateaulx avec grande incommodité sur la rivière de Vienne à l’endroit de la ville de Chastellerault, y auraient faict faire un pont de pierre, non de telle estoffe et structure qu’il était besoin et requis, au moyen de quoi il auroit été de peu de durée ; pour ne pouvoir estre mieux accommodé ledict passage, auroit été fait un pont de boys pour l’entretènement duquel, en sa grandeur et largeur ayans été ruynés plusieurs belles forêts circonvoisines du duché de Chastellerault, feu de bonne mémoire le roi Henry, notre très honoré seigneur et père, que Dieu absolve, ordonna le pont de pierre être refait…".
Entérinement au bureau de finances de Poitiers pour l’assignement des sommes allouées le 1er mai 1576 et le 14 août 1576 par le bureau de finances de Limoges.
Lettres patentes du 20 juillet 1578 allouant 5000 livres par an pour la construction.
Entérinement au bureau de finances de Poitiers le 22 novembre 1578 des lettres patentes du 20 juillet 1578 relatives à l’assignement des sommes allouées.
En 1582, pour remplir le trésor royal, est passé le contrat par lequel le Roy Henri III a vendu sous la faculté de rachapt et reméré perpétuel à François de Bourbon duc de Montpensier la terre et seigneurie de Châtellerault avec ses appartenances et dépendances, consistantes entre autres choses, en des droits de pont, péage, port et passage".
L’engagement est un acte par lequel le roi reste propriétaire en titre du duché engagé mais il en confie les revenus à un engagiste, en gage d’un emprunt. L’engagiste nomme les officiers. On peut dire que l’engagiste a l’usufruit d’un domaine de la couronne mais il n’est pas duc de Châtellerault. Il ne peut porter ce titre qu’avec l’accord du roi. Sur les documents il est désigné comme seigneur propriétaire du duché. Le roi a la possibilité de racheter la seigneurie à tout moment.
En 1585, les baux du droit de pontonage sont renouvelés par le duc de Montpensier. Ces baux sont renouvelés en 1590 et 1595.
Procès-verbal du 28 juillet 1586 pour la délivrance des bois de construction pour le pont.
L’argent manque dans le Trésor royal. Il est nécessaire de réparer le pont de bois. Par lettres patentes du 8 septembre 1586, on décide alors que les sommes destinées au château de Chenonceau, château  de la reine-mère, doivent être affectées au pont de Châtellerault.

On coupe quarante-quatre pieds d’arbres dans les forêts de Puymilleroux et du Marchais-Rond.
Le 1er août 1589, le roi Henri III est poignardé à Saint-Cloud par le moine Jacques Clément. Il avait reconnu avant sa mort Henri de Navarre, roi de Navarre et chef du parti protestant, comme son successeur légitime.

Henri de Navarre devenu roi de France sous le nom d’Henri IV doit partir à la conquête de la partie de son royaume tenue par la Sainte Ligue catholique aidée par les troupes espagnoles.
Procès-verbal de visite du pont en construction le 25 juin 1590. Les culées sont bâties. Toutes les piles sont hors d’eau. Il ne reste que quatre arches à construire.

Un rapport de René Androuet du Cerceau nous apprend que les pierres tendres employées dans les voûtes, le parapet et les tours viennent des carrières d’Antoigné.
20 février 1591, procès-verbal de visite et bail des travaux de fournitures pour la réparation du grand pont de bois. Le vieux pont en bois est en mauvais état : « différentes visites ont lieu concernant la marche et le bail des travaux, les fournitures de bois, l’état des ponts de bois provisoires et la réparation du grand pont de bois. »
En 1592, le combat d’Isle, sur la Vienne, en amont de Châtellerault, fait plus de 500 morts entre Ligueurs et Calvinistes.
Le 14 août 1592, Pierre de Lesbaupin est nommé contrôleur des travaux du pont.
Henri IV est couronné roi de France à Chartres en 1594. Mort de Robert Blondin. Son frère, Jean Blondin, assure la surveillance de la construction du pont. Il ne reste que quatre arches à achever.
Le roi Henri IV nomme, en octobre 1594, Charles Androuet du Cerceau pour conduire les travaux.
En 1595, on continue de couper des arbres pour réparer le vieux pont. Les officiers des Eaux et Forêts s’inquiètent du risque de disparition de la forêt dans le Châtelleraudais. Ils écrivent : "Quant au pont de bois dont on se sert à présent qui est assez souvent très difficile et dangereulx, outre la despence qu’il convient faire ordinairement pour l’entretien d’icelluy aux depens de sadite majesté et de mondit seigneur, il s’y emploie une bonne partie des bois de ses forestz qui en fin sera l’une des occasions du dégast et ruyne d’icelles".
Les Trésoriers de France à Poitiers font des remontrances au roi le 29 mars 1595 en indiquant que la charge d'un architecte est inutile et que le travail peut être fait par "un maître maçon bien expert demeurant sur le lieu, qui se contentera en travaillant de 15 sols par jour, au lieu que l’architecte qui serai là, inutile, à se promener, demanderait les 200 écus de gaige pour ne rien faire". Ils proposent des "places à bâtir tant dessus qu’aux environs du dit pont". Ces propositions ne seront pas retenues.
En avril 1595, un mémoire est rédigé pour indiquer les moyens à mettre en œuvre pour achever les ponts de la ville. On parle des ponts parce que le pont sur la Vienne est suivi d’un petit pont de trois travées côté rive gauche.
Le 1er et 2 janvier 1599, une violente crue détruit la dernière arche du pont, côté Châteauneuf. Le pont de bois est lui aussi touché. Le jour même, les officiers de la Ville ordonnent "la réhabilitation de la ruine advenue au pont". Trois jours plus tard, une visite du pont de bois constate les dégâts et on décide de le réparer, en attendant la remise en service, on établit un va-et-vient de bateaux.
Adjudication à bail à l’entrepreneur Jean Giraudeau le 17 novembre 1601.
Le 19 janvier 1602, mandement des Trésoriers de France de Poitiers précisant "Sa majesté approuve le bail fait à Louys Chaillou pour la construction de troys arches du pont de pierre restant à faire avec le pavé et renouvellement de massonnerye…".
Lettres patentes du 26 février 1602 données par le roi Henri IV approuvant l’adjudication et le financement des travaux à achever.
Contrat de cession de l’adjudication des travaux d’achèvement à Jacques Biesse et Jean Bodin par Louis Chaillou du 15 mars 1602 avec demande de paiement des entrepreneurs Jacques Biesse et Jean Bodin.
Mandement de paiement du 19 mars 1602 des trésoriers généraux de France aux entrepreneurs Jacques Biesse et Jean Bodin pour la construction des trois dernières arches, des travaux de pavement et de maçonnerie du pont.
Mort de Charles Androuet du Cerceau en 1606. Son fils René Androuet du Cerceau le remplace et achève la construction du pont.

Le roi Henri IV revient à Châtellerault où il s’intéresse à la construction du pont.
Les travaux du pont sont terminés en 1609. Il est livré à la circulation.
Le roi Henri IV est assassiné par Ravaillac le 14 mai 1610, à Paris. Son fils, Louis XIII devient roi et sa mère, Marie de Médicis, régente du royaume.
En 1611, René Androuet du Cerceau achève la construction du pont par l’édification d’un pavillon entre les deux tours du pont en rive gauche.

## Sauvetage du pont Henri IV les 31 août et1erseptembre1944
Les 31 août et 1er septembre 1944, menacé de destruction par l'armée allemande en retraite, le pont est sauvé par l'action du Commissaire de police et Lieutenant FFI Charles Bichat et la négociation du Sous-Préfet Pierre-Marcel Wiltzer. 

## Description
Le pont permet l’accès à la ville de Châtellerault. Il a été prévu des tours à chacune de ses extrémités : les tours rondes côté Châteauneuf qui existent encore et tours carrées côté ville qui n’existent plus. Ces tours n’ont pas eu de rôle défensif. Elles ont pu jouer à certains moments le rôle de contrôle de l’entrée de la ville pendant des périodes d’épidémie ou de troubles dans la campagne environnante.

Côté Châteauneuf, le pont était précédé d’un pont de trois travées construit sur une dérivation de la Vienne avec un pont-levis permettant de couper la route.
Le pont principal comprend neuf travées de 9,85 m d'ouverture portées par des piles épaisses de 4,60 m, prolongées par des avant-becs et arrière-becs triangulaires. Les voûtes sont en anse de panier avec des flèches décroissantes de l'arche centrale vers les culées. Les arches sont munies d'amples cornes de vache (voutes en cône tronqué), à l'amont et à l'aval.
Comme pour les autres ponts neufs construits sous le règne d’Henri IV (ponts Neufs de Paris et Toulouse), aucune maison n’est construite sur le pont bien que sa largeur le permette.
Le pont est classé au titre des monuments historiques en 1913.